# 바스타니
바스타니(페르시아어: بستنی)는 이란의 아이스크림이다. 우유, 달걀, 사프란, 장미꽃물, 설탕, 바닐라, 살렙을 넣어 만들며, 그 외에 피스타치오나 크림을 넣어 만들기도 한다.

## 이름
이란에서는 "전통 아이스크림"이라는 뜻의 바스타니 손나티(페르시아어: بستنی سنتی)나 "전통 사프란 아이스크림"이라는 뜻의 바스타니 손나티 자페라니(페르시아어: بستنی سنتی زعفرانی)라고 불리며, 이란 밖에서는 사프란 아이스크림(saffraan+ice cream)이나 페르시아 아이스크림(Persia+ice cream)으로 불리기도 한다.

## 같이 보기
- 아브 하비즈 바스타니